# Sedum aetnense
Sedum aetnense là một loài thực vật có hoa trong họ Crassulaceae. Loài này được Tineo miêu tả khoa học đầu tiên năm 1845.